# 蘇原島崎町
蘇原島崎町（そはらしまざきちょう）は、岐阜県各務原市の地名。現行行政町名は蘇原島崎町一丁目から四丁目。

## 地理
各務原市の蘇原地区に属する。
町域の東部は蘇原古市場町、蘇原伊吹町、西部は蘇原赤羽根町、蘇原吉野町、南部は蘇原寺島町、北部は蘇原古市場町、蘇原伊吹町に接する。
地名は1875年（明治8年）まで存在した各務郡島崎村に因む。
道路
- おがせ街道

## 歴史
この地域は各務郡島崎村であった。1875年（明治8年）に伊吹村、飛鳥村、島崎村、吉兵衛新田が合併し伊飛島村が発足すると伊飛島村大字島崎となり、1897年（明治30年）に伊飛島村、三柿野村、和合村、大宮村、古市場村、持田村と合併し蘇原村が発足すると蘇原村大字島崎、1943年（昭和18年）に蘇原村が 町制施行し蘇原町となると蘇原町大字島崎となる。
1963年（昭和38年）4月1日、蘇原町、那加町、鵜沼町、稲羽町が合併し各務原市が発足すると、蘇原島崎町に改称する。
1976年（昭和51年）3月27日、この地域で区画整理がおこなわれ、土地改良事業を行った蘇原島崎町の一部、蘇原古市場町の一部、蘇原大島町の一部をもって蘇原赤羽根町が成立。蘇原島崎町の残部で蘇原島崎町一丁目から四丁目が成立。

## 世帯数と人口
2024年（令和6年）10月1日現在の世帯数と人口は以下の通りである。
| 丁目             | 世帯数  | 人口  |
| ---------------- | ------- | ----- |
| 蘇原島崎町一丁目 | 84世帯  | 243人 |
| 蘇原島崎町二丁目 | 14世帯  | 34人  |
| 蘇原島崎町三丁目 | 40世帯  | 92人  |
| 蘇原島崎町四丁目 | 53世帯  | 164人 |
| 計               | 191世帯 | 533人 |

## 小・中学校の学区
市立小・中学校に通う場合、学区は以下の通りとなる。
| 番・番地等 | 小学校                   | 中学校               |
| ---------- | ------------------------ | -------------------- |
| 全域       | 各務原市立蘇原第一小学校 | 各務原市立蘇原中学校 |

## 主な施設
- 島崎町公民館
- 法永寺
- 神明神社

## 交通機関
- 岐阜バス尾崎団地線（一部）